# Metzineres
Metzineres (en su totalidad " Metzineres - Entornos de cobijo para mujeres que usan drogas sobreviviendo violencias ") es una cooperativa sin ánimo de lucro con sede en Barcelona, que brinda acogida y servicios de reducción de daños para mujeres y personas no binarias que usan drogas y sobreviven múltiples violencias y vulnerabilidades. El proyecto se inició en 2017 y se registró en su forma actual en octubre de 2020.

## Servicios y actividades
Más allá de los servicios esenciales de salud y reducción de daños, Metzineres cubre necesidades básicas, como:
- ducha, acceso a internet, comidas calientes,
- espacios de apoyo entre pares,[6]
- modalidades de relacionamiento con las comunidades vecinales,[7]
- ayuda al emprendimiento, arte[8] y actividades culturales,[9] Metziradio,[10]
- programa de intercambio de jeringas y un espacio de consumo supervisado.[11]

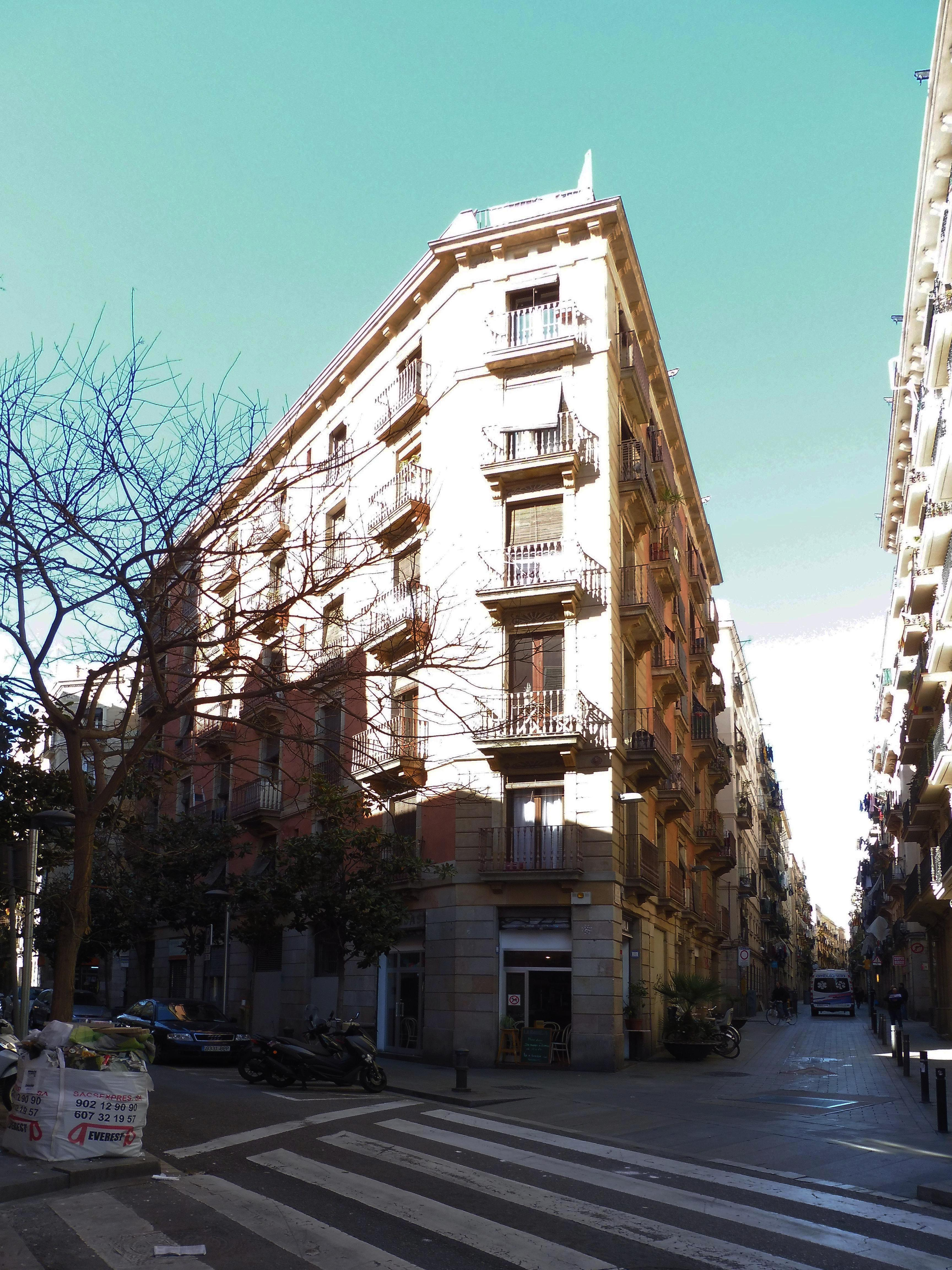
Calle de la Lluna, en el barrio de El Raval de Barcelona, donde se ubica Metzineres

Metzineres también participa en actividades de incidencia, por ejemplo a través de su demanda de acceso al tratamiento asistido con heroína.
Debido a las barreras de acceso a la atención médica y las brechas institucionales, las mujeres y personas no binarias que usan drogas ilícitas y están en situaciones de vulnerabilidad, pueden tener dificultades en acceder a los servicios sociales o de salud a los que tienen derecho. Por ello, algunos observadores creen que la cooperativa barcelonesa "representa un modelo prometedor de cómo los programas de reducción de daños pueden brindar servicios esenciales y apoyo a mujeres y usuarios de drogas no conformes con el género, que han sobrevivido a situaciones de violencia".
Durante la pandemia de COVID-19 en España, Metzineres fue reconocida como servicio sanitario esencial por la Generalidad de Cataluña, e integrada como servicio de intervención especializado en el plan sanitario local.
 Metzineres también participa en conferencias sobre reducción de daños, foros internacionales como la Comisión de Estupefacientes de las Naciones Unidas y la reunión de alto nivel sobre el VIH/SIDA, y grupos activistas como la Red Internacional de Personas que Usan Drogas. Han colaborado con Tre Borràs Cabacés.